# Mathilde a Belgiei
Regina Mathilde (Mathilde Marie Christiane Ghislaine d'Udekem d'Acoz; n. 20 ianuarie 1973, Uccle, Comunitatea Francofonă din Belgia⁠(d), Belgia) este soția Regelui Filip al Belgiei. Între 1999 și 2013 a fost ducesă de Brabant. La 21 iulie 2013 a devenit regina Belgiei, după ce soțul ei Filip a urcat pe tron în urma abdicării tatălui său, regele Albert al II-lea.
Având stămoși belgieni și polonezi, este prima regină a Belgiei născută în Belgia. De asemenea, în prezent este singura regină din Europa ce provine dintr-o familie aristocratică.
Mathilde și Filip au patru copii:
- Elisabeta, născută pe 25 octombrie 2001, ducesă de Brabant și prințesă moștenitoare;
- Gabriel, născut pe 20 august 2003;
- Emmanuel, născut pe 4 octombrie 2005;
- Éléonore, născută pe 16 aprilie 2008.

1. ↑  Mathilde, Munzinger Personen, accesat în 9 octombrie 2017
2. ↑  Mathilde d'Udekem d'Acoz, The Peerage
3. ↑  Jonkvrouw Mathilde d'Udekem d'Acoz, Genealogics
4. ↑  Davos 2014 Participant List
5. ↑  „Prințesa Mathilde, Ducesă de Brabant”, Internet Movie Database, accesat în 17 octombrie 2015
6. 1 2 3 4 5 6  The Peerage
7. ↑   http://www.thepeerage.com/p10178.htm Lipsește sau este vid: |title= (ajutor)